# チワン族
チワン族（チワンぞく、チワン語: Bouxcuengh, 旧表記: Bouчcueŋь, ポウシューン）または壮族（そうぞく）は、主に中国南部やベトナム北部に居住する原住民族である。中国では広西チワン族自治区中西部や雲南省南西部、広東省東部、貴州省南部、湖南省南部などの山間部に約1,854万人(2010年の第6回全国人口調査統計による)が住み、中国最大の少数民族となっている。言語はタイ・カダイ語族に属するチワン語を話す。壮族（そうぞく）、チョワン族、チュアン族と言う日本語表現もある。

## 名称
三国時代の俚人や僚(獠)人が祖先ではないかとされる。宋代以来、主に撞、僮、獞などと呼ばれたが、漢字の獠・獞はけものへんを含む蔑称である。中華人民共和国成立後は僮族に統一されたが、僮には「わらべ」、「しもべ」など、これも差別的な意味があるため、1965年に壮族(Zhuàngzú)と改称された。日本では漢字のままで「壮族（そうぞく）」ということもあるが、一般的には漢字を使わず、「壮」の中国語読みの「チュワン」から「チワン族」と呼ぶ。自称に近い音でいえば「シューン族」となる。

## 歴史
嶺南地区（ほぼ現在の広東・広西）の原住民族として長い歴史を有する。数万年前の頃から、チワン族の祖先たちはすでに中国の南方で生活していた。周代(春秋戦国)の頃は百越と呼ばれる諸民族の一派で、駱越、西甌などの国家を築いた。漢代に南越国の支配下に入り中華文明の一部となったが、隋代までは、部落制社会が続いた。唐代に封建制度社会に移行し、明代には少数民族首長の世襲支配を認める土司制度が行われた。勇猛なチワン族の兵士は「俍兵」(「狼兵」)と呼ばれ、瓦氏夫人に率いられた田州俍兵が倭寇鎮圧に動員されたこともある。清代になって改土帰流が行われ、直接支配地域になった。漢民族との接触の歴史が長く、経済活動の必要性から、漢語も広く浸透した。
近代には1850年に太平天国の乱が広西の金田村で始まったため、チワン族も多数参加した。1929年から1932年にかけて鄧小平が広西で指導した右江革命根拠地にも多くが参加し、中国では革命的伝統が称えられる。日中戦争時には日本軍との戦いに参加する者もいた。

## 民族自治区域
1952年12月、広西省西半分に桂西チワン族自治区が成立し、1956年自治州に改められた。1958年には、中国の少数民族としては、モンゴル族、チベット族、ウイグル族、回族と並び、「省」と同格の民族自治区「広西チワン族自治区」が設けられ、広西省全域に拡大して、今日の広西チワン族自治区となった。

### 自治区
- 広西チワン族自治区

### 自治州
- 雲南省
  - 文山チワン族ミャオ族自治州

### 自治県
- 広東省
  - 連山チワン族ヤオ族自治県

### 民族郷
- 江華ヤオ族自治県
  - 小圩チワン族郷
- 懐集県
  - 下帥チワン族ヤオ族郷
- 従江県
  - 翠里ヤオ族チワン族郷
  - 剛辺チワン族郷
  - 秀塘チワン族郷
- 師宗県
  - 龍慶イ族チワン族郷
  - 五龍チワン族郷
  - 高良チワン族ミャオ族ヤオ族郷
- 河口ヤオ族自治県
  - 橋頭ミャオ族チワン族郷

## 人口と分布
中国少数民族のうち人口は最大で、2000年の第5回全国人口調査統計によると男性は837.67万人、女性は780.2万人の計1617.88万人。また、都市部には22.37％、農村部には77.63％が住んでいる。2010年の第6回全国人口調査統計の速報によると、チワン族の総人口は約1800万人に達している。居住地域としては9割以上が広西チワン族自治区内であるが、他に広東省、貴州省、雲南省、湖南省などに広がっている。自治区内では分布は全域あまねく広がっているが、人口では首府である南寧市に約400万人、柳州市に約200万人が集中し、百色市、河池市などの地区でも主な民族として多く居住している。他省では、1958年雲南省東南部に文山チワン族ミャオ族自治州が、1962年広東省北西部に連山チワン族ヤオ族自治県が設置されている。どちらも広西に接する場所で、文山に約110万人が、連山に約50万人が住んでいる。
姓に韋、覃、農、岑、黄、羅、莫、譚、陸、廖、藍、龍が多い。

## 言語

子鴨を意味する古壮字（上）と現代チワン語（下）

独自の言語、チワン語（壮語）がある。南北二大方言があるが、基本的に文法構造や語彙は同じである。以前は漢字の六書の手法を応用してチワン語の音声を表現する古壮字という文字を用いていたが、1300年以上の歴史がありながら、標準化がなされなかったためにあまり普及せず、政府は1957年にチワン族のために表音文字のローマ字とロシアのキリル系文字とアラビア数字を応用してチワン文を制定した。1982年には修正が行われて、ローマ字だけで表記できるようになり、チワン語の新聞、教科書なども出版された。中国の通貨人民元の紙幣には、中国語、モンゴル語、チベット語、ウイグル語と共に旧表記のチワン語の表示がある。区内の行政機関や駅の看板、表示には漢字とともにチワン語の表記がなされていることが多い。都市部に住むチワン族は日常的に中国語(広東語など)を使用している。

## 下位集団
チワン族は言葉の方言差も大きく、プーヨイ(布越伊)、プーノン(布儂)、プーノン(布土)、カンヤン(講央)などの異なる自称を持つ下位集団が20余りあるが、中国共産党の民族識別工作の下で、チワン族にまとめられている。

## 宗教
正一派の道教を信じ、冠婚葬祭の儀礼もこれに則って道士が行うことが多い。家の中にある神棚には、先祖を中心に奉り、合わせて左右にかまど神と子供の成育を見守る聖母娘娘などが奉られる。近代にキリスト教の布教も行われたが、浸透しなかった。
葬儀は道教式が多く、北部では土葬、南部では土葬した後、数年後に掘り出して洗骨し、金塔(カムタ)などと呼ばれる据え置き型の大きな骨壺に遺骨を納め直す複葬が多い。埋葬場所は風水によって決める。

## 文化

### 芸能

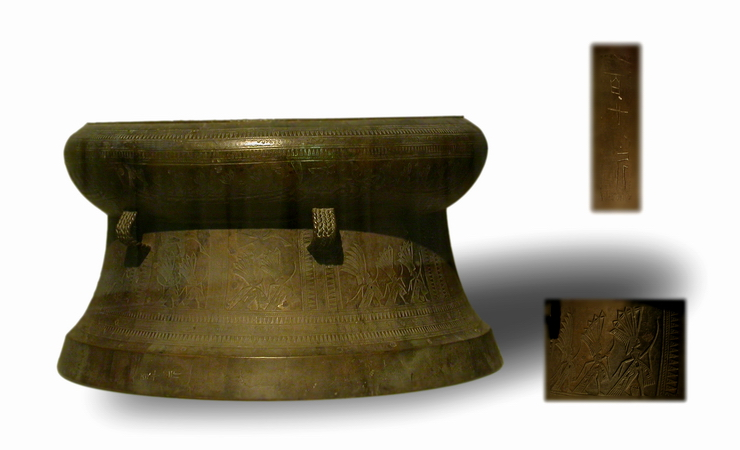
広西で出土した銅鼓

チワン族の伝統文化としては青銅製の太鼓「銅鼓」(ニェーン、nyenz)も知られている。イ族、ミャオ族などの周辺民族にも広がったドンソン文化を代表するもので、中国南部の雲南省からベトナムなどの東南アジアにかけて出土も多く、音がよく響き、宗教的な意味を持つ楽器として使われた他、古代の権力と財産の象徴でもあった。銅鼓には精巧な鋳造で民族の姿を描いたものもあり、部落制など、古代社会の様子を示す資料にもなっており、これを叩いてリズムを取る民族音楽も伝えられている。
チワン族はまた古来より歌舞を好み、歌姫として劉三姐が著名で、映画の題材にもなっている。チワン族は民謡を歌うことで有名なのである。歌詞は美しく、押韻するように作られる。民謡の中には歴史を語る古い歌もあれば、生産技術を教える生産の歌や、および酒の歌、恋の歌もある。主に苦しい歌で、たとえば作男の歌婦人の苦しい歌などである。チワン族は踊りも得意で、悠久の歴史を持つ銅鼓の踊りは、リズムが明るく、ステップも力強い。農閑期や祝日、冠婚葬祭の時、各地で一問一答形式で歌う歌垣を行う。彼らはこの日を「歌の市」と呼んでいる。歌垣の風習やチワン語による歌劇の壮劇が伝わる。
靖西市と徳保県にはシン・ヤーハイと呼ばれる伝統的な操り人形劇がある。

### 工芸

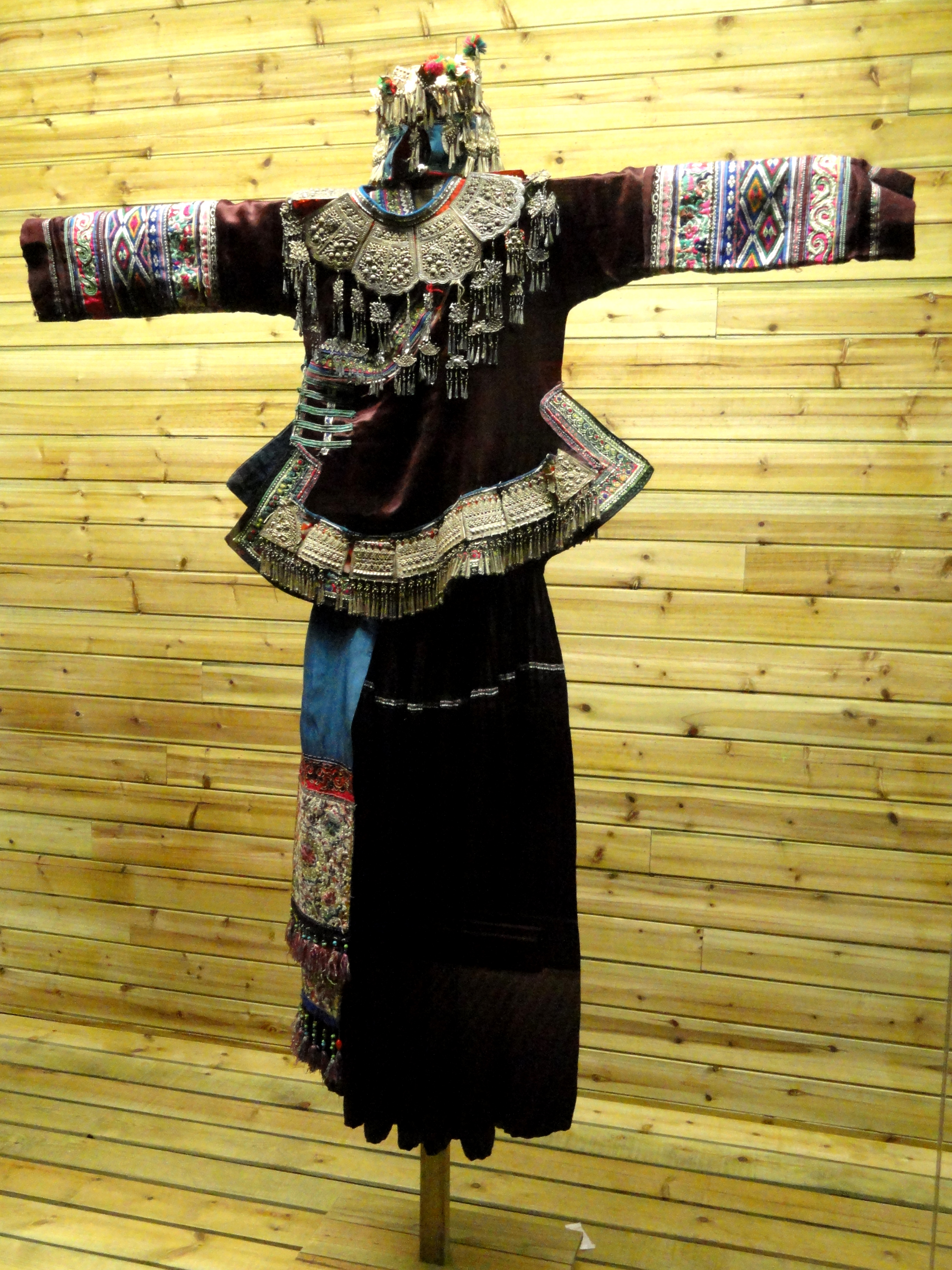
雲南省のチワン族の伝統的服飾

工芸品としては五色の糸で美しく刺繍を施した壮錦が有名で、図案が精巧で美しく現在も生産されている。
チワン族は手織布の生地を使って多種多様なデザインの服を作る。藍染めなどの染色技術も伝統的に持っている。女性は普段は青みがかった黒のズボンをはく、ズボンのすそは少し広げ、頭を綾織のタオルのようなもので包み、腰には精緻なデザインのエプロンを結んでいる。多くの若者は前ボタン式の上着を着て、腰に紐を結んでいる。服飾は男女とも黒色を正式の礼装とする。

### 建築
チワン族は山や水の近くに居住することを好む。伝統的に「干欄」(ranzgyan)と呼ばれる高床建物の木造家屋に住む習慣があった。多くは長方形の床に切妻か入母屋の丸瓦屋根が乗る。住宅の上層には人が居住し、下層でブタなどの家畜を飼う。近年は平屋の住居が一般的になっているが、どちらも左右対称に近い配置を持ち、中心線の奥まった位置に神棚が置かれる。神棚のある庁堂では祝典や社交活動を行い、両端の部屋に人が住む。神棚の後ろに後庁と呼ばれる部屋があることも多く、家長などが住む。生活は暖炉の周りが中心となり、毎日三度の食事はここでとる。近年、農村では、肥だめから発生するメタンガスを燃料として、台所での調理に使うシステムが広がっている。

### 食文化
食文化としては米食中心であるが、一年を通じて野菜がとれる環境にあり、白菜、瓜類、豆類などの野菜を多く食べる。農家は自宅でブタ、ニワトリ、ガチョウなどを飼育して食用とし、一部には犬食文化やヤギの料理もあるが、草食で農耕に必要な水牛や馬は一般に食べない風習をもつ。行事食に糯米は欠かせず、旧暦3月3日の「三月三」の祭の時に客のもてなしに食べる「五色飯」(ハウナンハーサク、haeuxnaengj haj saek)は、炊く前の糯米に赤フジバカマ、黄飯花、楓葉、紫藤などの植物の汁をそれぞれ浸たして赤、黄、黒、紫に着色したもので、白飯と合わせて五色にする。春節と端午の節句には、どの家も「駝背粽」（猫背のちまき、faengx）を作る。作り方は、質のいい糯米を水に浸した後、洗った棕櫚の一種rongdaijの葉で包む。包む時に中にリョクトウ餡や小豆餡または、味付けした豚肉を入れて両端を平たく丸め、真中を隆起させ、猫背のようにする。大きいものは1キログラムほどの大きさになり、小さいものでも500グラムはあるので、長い時間煮なければならない。祭りの時のプレゼントとして重宝される。ほかに、端午の節句の細長いちまき「羊角粽」(faengxgaeuyiengz)や草木灰の灰汁を加えて作るあくまきもある。他に特徴的なものでは、臼と杵で餅(ceiz)を搗いたり、刺身に似た「魚生」を食べたり、檳榔の実を噛む習慣がある。春節、三月三、重陽節のハレの料理としては、内臓を取ってショウガを入れた鶏を丸ごと煮る白斬鶏が一般的であり、婚礼では広東省の漢族やベトナム人同様に小豚の丸焼きも用意される。

### 習俗
結婚の儀礼は漢族のものに似るが、嫁入りの際にも親族による歌の掛け合いが行われる習慣がある。また、1980年代ごろまで、結婚しても子どもが授かるまで嫁と夫が数年間別居を続ける「不落夫家」(ふらくふか)の習慣があった。

## 民族性
伝統的に来客を好み、見知らぬ客でも厚くもてなす。同じ民族間ではよく団結し、時に山塞を構える。農業には勤勉だが、商業を嫌う傾向がある。タイ系民族一般に見られる特徴だが、女性がよく働き、農作業も行う。男性は勇猛でよく戦う。

## 祭日
現在の壮族のもとで行っている年中行事について行事名称、①期日（すべて旧暦）、②壮族の称謂と意味、③行事内容の概要で列記していく。
年三十晩（除夜）
①　12月30日（小月なら29日）
②　ハムハダッ、「除夕」（除夜）
③　家内の清掃や春聯（紅紙などに吉語を一句ずつ墨書して門・戸の左右に貼るもの）の交換、家族での年越しの食事、元旦の料理の用意、守歳（家人が囲炉裏を囲み眠らないで新年を迎える）、深夜に祭壇で祖先を祭ること。
春節
①　1月1日～15日
②　シエン（ルッチョン）、「春節」
③　鶏鳴の刻に爆竹を放ち新年を慶賀する。婦女は河辺に行き「新水」を汲む（健康長寿に良い）。子供は父母・祖父母および目上の人に年賀の言葉を述べ、祝包（お年玉に相当）をもらう。青少年女子は夜明け前に他人の菜園でネギ・ニンニクの類を取る。そうすれば針仕事が上達し、将来富裕になる。初一（元旦）は葷（臭いの強い菜）を食べず精進する。初一に他家を回らない。またこの日の殺生が禁じられる。耕牛を使役しない。外出の際には出会った人に年賀の言葉を述べる。初二（2日）と十五（15日）には鶏・アヒルを殺す。富裕な者は期間中連日肉を食べる。初二（2日）と初五（5日）までの間、年始訪問が盛んに行われる。嫁出した娘が初二か初三（3日）に実家に帰る。期間中、対歌・抛繍球・龍舞・獅子舞・唱彩調、子供の爆竹・独楽回しなどの娯楽活動が行われる。
春社節（保陽春節）
①　2月2日（ないし不定期）
②　シャー（ゲンシャー）、「社」
③　各村単位で資金を集めて豚を買い、これを屠殺して社王に供奉し、五穀豊穣・人畜繁栄などを祈願する。
各家の代表者が廟（社廟）に行き祭祀に参加する。祭りの後、家ごとに豚肉を均分する。
花王節
①　2月19日
③　婦女が、生育の女神・子供の守護神である「花王」を祭る。
三月三
①　3月3日
②　サムニエン・ツォーサム、「三月初三」
③　掃墓（墓参）の日。15日まで続く。各家で五色の糯米飯を作り、鶏肉などの料理とともに墓地へ持参する。墓前に料理を並べて焼香し、雑草を刈り紙幡を挿す。墓に向かって三回礼拝した後、供物を下げて皆でその場で食べる。各家では門の上方の横木と家屋の周囲に楓の枝を挿す。青年男女は対歌を行う。
端午節
①　5月5日
②　ヌーニエン・ツォーヌー
③　粽を作り、祖先を祭る。艾や楓の葉を門に差す。雄黄酒（雄黄の粉末を入れた焼酎で、石菖蒲の根を刻んで加えることもある）を飲み薬草浴をする。
莫一大王節（五穀廟節）
①　6月2日
③　柳江・龍江沿岸の壮族の祖先神である莫一大王を廟で祭る。子・牛の年には牛を殺して大祭を行う。平年にも資金を集めて豚を用意し屠殺する。1年12ヶ月にちなみ12種の料理を作り、順に神に捧げた後、参加者に均分する。
土地公誕辰
①　6月6日
②　ゴン・トゥーダイ、「土地公」
③　各家で鶏・アヒルを殺し、神廟を祭り、さらに田頭に行き祭り、穀物の収穫を祈願する。衣類の虫干しも行う。
中元節（鬼節）
①　7月7日、12日～16日
②　ツァッニエン・ツエッセー
③　7日に、この一年間の新たに死去した者の霊を祭り、14日には新旧の霊をともに祭る。開始の日や特に重視する日は地域によって異なる。各家で鶏・アヒル・豚・牛を殺し、糍粑（モチ）を作り、祖先を祭る。親戚間で訪問しあう。
社節
①　8月3日
②　2月の春社節と同じ
③　2月2日と同様だが、鶏・アヒルを殺す者は少なく、各家が米粉（ビーフン）・糍粑（モチ）を作る程度。
中秋節
①　8月15日
②　バッニエン・ツェーハー、「八月十五」
③　各家で鶏・アヒルを殺す。夜、月餅や果物を供えて月を観賞する。花灯（飾り灯籠）や柚（ザボン）灯を作って観賞する。
重陽節
①　9月9日
②　ギウニエン・ツォーギウ、「九月初九」
③　糯米粑（モチ）を作り収穫を慶賀する。豚肉・鶏を食べる。この日を「祝寿節」として60歳以上の老人の健康長寿を祝う地域もある。
喫冬（冬至節）
①　11月中
②　ドンジー、「冬至」
③　各家で豚肉を買い祖先を祭り、家族全員で夕食をとる。鶏・アヒルを殺す家もある。冬至から11月末の間に他家に嫁出した婦女が実家に帰る。
送竈節
①　12月23日
②　ワンザウ、「竈王」
③　竈王を天上に送る（除夜に再度戻る）。糯米で湯円を作る。雄鶏を殺す（竈王が持参するため）。必要に応じて古い竈を壊し新しいものに換えたり修理をする。新年を迎える準備を開始する。

### 歌節
旧暦の3月3日に行われる三月三は、墓参の後、多くの人々が着飾って歌を歌い上げる祭典、「歌節」（かせつ）が行なわれる祝日となる。元々、歌垣と呼ばれる男・女間で即興の歌を歌い、愛情を伝え合うという風習もあり、チワン族の居住する地域を「歌の海」と表現されることもある。チワン族の「三月三」は観光資源として注目され、民族舞踊や「歌合戦」などを披露するイベントも行われている。ただし農村部や山間部では、昔ながらの歌交換の風習が残っている。

### その他
- チワン族の祭に隴端節（チワン語で畑のあぜへいくという意味）がある。伝説によるとこの祭日はもう70年の歴史をもち、もともとは民族の英雄の儂智高が1052年4月、宋王朝に反対して兵をあげることを記念した。今隴端の町はすでに富寧県のあたりのチワン族、ヤオ族、漢族、イ族の各民族が物質を交流したり。共同に祝ったりする伝統的な祭である。
- 百色市にはチワン族独自の相撲の祭がある[11]。

## 著名人

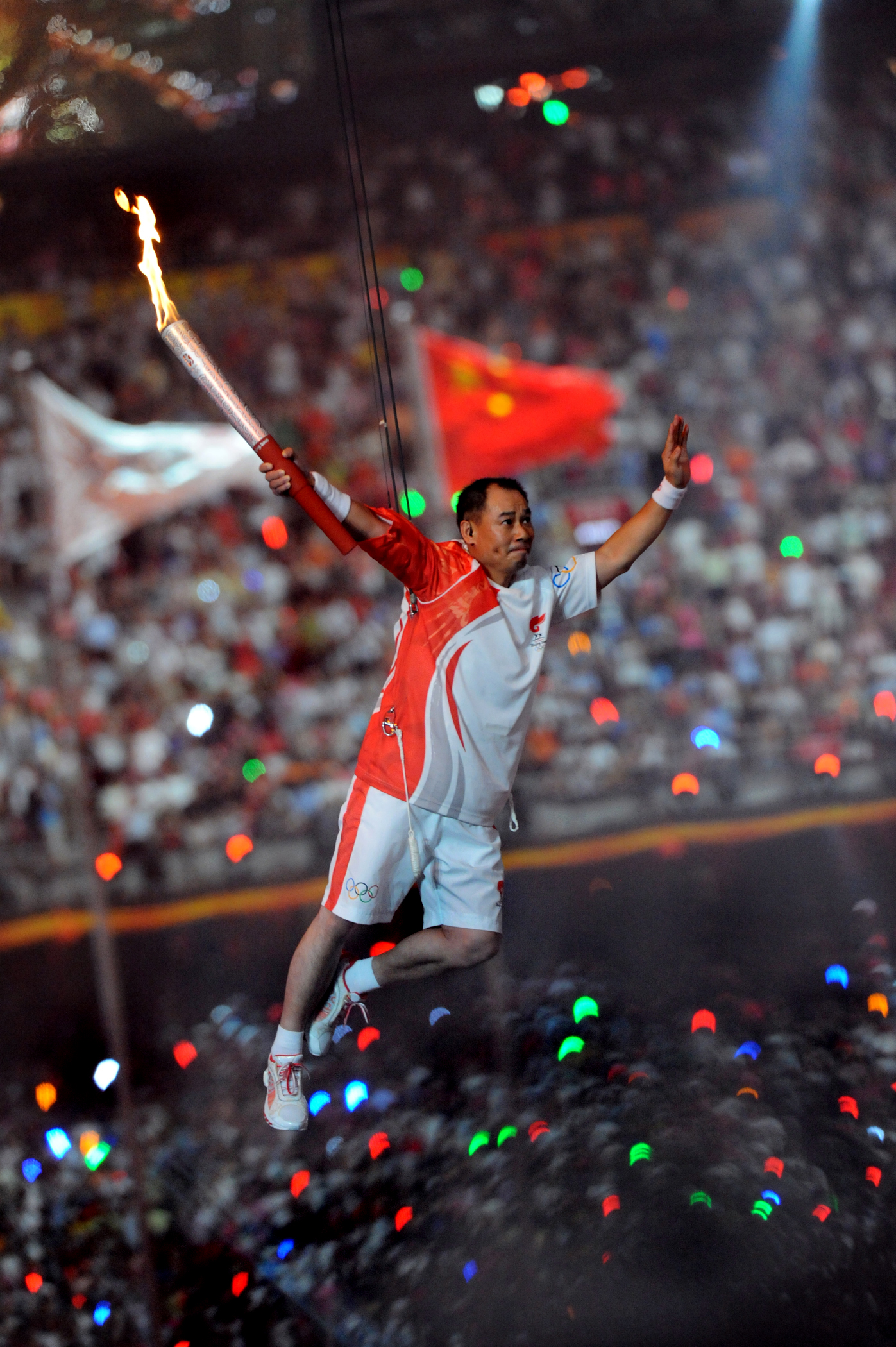
2008年の北京オリンピックの開会式において、五輪聖火リレーの最終ランナーとして北京国家体育場で宙に舞い1周回り、聖火台の最終点火者を務めた李寧

- 洗夫人 - 南北朝時代のチワン族の女性指導者。
- 儂智高 - 北宋の大暦国・南天国・大南国の反乱の指導者。
- 蕭朝貴 - 太平天国の指導者の一人。天王洪秀全から西王に封ぜられ、八千歳と称した。
- 韋昌輝 - 天王洪秀全から北王に封ぜられ、六千歳と称した。
- 石達開 - 太平天国の指導者の一人。洪秀全から翼王に封ぜられ、五千歳と称した。
- 李開芳 - 太平天国の指導者の一人。地官正丞相に任命された。
- 林鳳祥 - 太平天国の指導者の一人。天官副丞相に任命された。
- 蒙得恩 - 太平天国の指導者の一人。賛王に封ぜられた。
- 黄鼎鳳 - 清末の大成国の蜂起の指導者。
- 呉凌雲 - 清末の延陵国の蜂起の指導者。
- 陸栄廷 - 清末民初の軍人、政治家、桂軍（広西軍、広西派）の創始者。
- 岑毓英 - 清の軍人・政治家、チワン族で初めて総督に出世した人物である。
- 李文彩 - 清末の民衆反乱の指導者。
- 盧燾 - 中華民国の軍人・政治家、1921年5月、孫中山から黔軍（貴州軍）総司令兼貴州省長に任命された。
- 韋抜群（中国語版）- 中華民国の軍人・政治家。1928年に、中国共産党に入党。
- 黄現璠 - 中華人民共和国の歴史学者、民族学者、中国チワン族史学の創立者、中国現代民族学研究の先駆者のひとりとされ、中国壮学研究の第一人者として知られ、八桂学派の創始者。
- 韋国清 - 中国人民解放軍の軍人。開国上将。総政治部主任。
- 李寧 - 中華人民共和国の元体操選手、スポーツ用品を販売する実業家である。現役時代は「体操王子」として親しまれ国民的英雄だった。